# Влах, Мирослав
Мирослав Влах (чеш. Miroslav Vlach, 19 октября 1935, Чески-Тешин — 8 декабря 2001, Острава) —  чехословацкий хоккеист, нападающий. Бронзовый призёр Олимпийских игр 1964 года, 5-кратный призёр Чемпионатов мира.

## Биография
Мирослав Влах известен по выступлениям за остравский клуб ВЖКГ в чемпионате Чехословакии, более известным под названием «Витковице». Завершил карьеру в 1970 году, последние 2 года играл в Австрии за «Иннсбрук». После окончания карьеры был главным тренером ВЖКГ в сезоне 1972/73.
С 1954 по 1964 год выступал за сборную Чехословакии. Участник ЧМЕ 1957-1961, 1963 и 1964, ЗОИ 1960 и 1964. В составе сборной становился бронзовым призёром Олимпийских игр 1964 года в Инсбруке, чемпионом Европы 1961 года, а также 5 раза завоёвывал медали чемпионатов мира (1 серебряная и 4 бронзовые награды). В 1963 году был признан лучшим нападающим чемпионата мира.
Умер 8 декабря 2001 года в возрасте 66 лет.
6 мая 2010 года был принят в Зал славы чешского хоккея.
Его племянник, Ростислав Влах — известный чешский хоккеист и тренер.

## Достижения

### Командные
Бронзовый призёр Олимпийских игр 1964
 Серебряный призёр чемпионата мира 1961
 Бронзовый призёр чемпионатов мира и Европы 1957, 1963 и 1964
 Бронзовый призер чемпионата мира 1959
 Чемпион Европы 1961
 Серебряный призер чемпионата Европы 1959 и 1960

### Личные
- Лучший нападающий чемпионата мира 1963 года
- Вошёл в символическую сборную чемпионатов мира 1961 и 1963

## Статистика
- Чемпионат Чехословакии — 239 игр, 155 шайб
- Сборная Чехословакии — 95 игр, 71 шайба
- Всего за карьеру — 334 игры, 226 шайб